# Qi (Hebi)
Qi  (en chino, 淇; pinyin, Qí; Wade-Giles, ch'i (escuchar)ⓘ) es un condado  bajo la administración directa de la Prefectura Hebi en la Provincia de Henan, República Popular China.  Su área es de  576 km² y su población total para 2010 superó los 260 mil habitantes. 

## Administración
Desde octubre de 2022, el  Condado Qi  se divide en 9 pueblos que se administran en 4 subdistritos,  4 poblados y 1 villa

## Toponimia
El topónimo Qi [/chi/] se debe a que el río Qi (淇水) baña su territorio.